# Лейк-Уэрт-Корридор

## География
По данным Бюро переписи населения США статистически обособленная местность Лейк-Уэрт-Корридор имеет общую площадь в 8,81 квадратного километра, водных ресурсов в черте населённого пункта не имеется.
Статистически обособленная местность Лейк-Уэрт-Корридор расположена на высоте 4 м над уровнем моря.

## Демография
По данным переписи населения 2000 года в Лейк-Уэрт-Корридор проживало 18 663 человека, 4109 семей, насчитывалось 5921 домашнее хозяйство и 6442 жилых дома. Средняя плотность населения составляла около 2118,39 человека на один квадратный километр. Расовый состав населённого пункта распределился следующим образом: 63,30 % белых, 13,62 % — чёрных или афроамериканцев, 0,56 % — коренных американцев, 1,18 % — азиатов, 0,08 % — выходцев с тихоокеанских островов, 5,32 % — представителей смешанных рас, 15,95 % — других народностей. Испаноговорящие составили 40,79 % от всех жителей статистически обособленной местности.
Из 5921 домашнего хозяйства в 41,6 % воспитывали детей в возрасте до 18 лет, 40,9 % представляли собой совместно проживающие супружеские пары, в 18,9 % семей женщины проживали без мужей, 30,6 % не имели семей. 19,3 % от общего числа семей на момент переписи жили самостоятельно, при этом 3,7 % составили одинокие пожилые люди в возрасте 65 лет и старше. Средний размер домашнего хозяйства составил 3,06 человека, а средний размер семьи — 3,43 человека.
Население статистически обособленной местности по возрастному диапазону по данным переписи 2000 года распределилось следующим образом: 30,1 % — жители младше 18 лет, 14,4 % — между 18 и 24 годами, 35,4 % — от 25 до 44 лет, 14,9 % — от 45 до 64 лет и 5,3 % — в возрасте 65 лет и старше. Средний возраст жителей составил 28 лет. На каждые 100 женщин в Лейк-Уэрт-Корридор приходилось 116,1 мужчины, при этом на каждые сто женщин 18 лет и старше приходилось 118,9 мужчины также старше 18 лет.
Средний доход на одно домашнее хозяйство статистически обособленной местности составил 32 266 долларов США, а средний доход на одну семью — 30 604 доллара. При этом мужчины имели средний доход в 23 281 доллар США в год против 21 022 долларов среднегодового дохода у женщин. Доход на душу населения статистически обособленной местности составил 32 266 долларов в год. 16,9 % от всего числа семей в населённом пункте и 20,0 % от всей численности населения находилось на момент переписи населения за чертой бедности, при этом 28,7 % из них были моложе 18 лет и 16,3 % — в возрасте 65 лет и старше.